# Герб Іванкова
Герб Іва́нкова — офіційний символ смт Іванків (Іванківський район, Київська область). Затверджений рішенням Іванківської селищної ради.
Автори герба Іванкова: Микитенко Тамара Михайлівна, Ігнатюк Ганна Дмитрівна, Буряк Ігор Миколайович. 

## Опис
Стилізована літера "І" символізує назву селища. В щиті зображена "ікона-образ Пресвятої Богородиці з сином Ісусом Христом.

## Історія

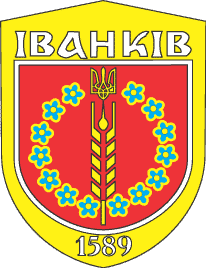
Попередня версія герба

У червоному полі зі срібною облямівкою золотий колос у стовп, що супроводжується вгорі золотим тризубом; навкого нього — чотирнадцять лазурових квіток з золотою серединкою та облямівкою. В золотому картуші чорний напис «ІВАНКІВ» старовинним шрифтом і срібна дата «1589» в базі. Автор герба — Ігнатюк Анна Дмитрівна.
Гербом селища офіційно дане зображення не було ніколи.